# Liste der geschützten Landschaftsteile im Bezirk Deutschlandsberg
Die Liste der geschützten Landschaftsteile im Bezirk Deutschlandsberg enthält die geschützten Landschaftsteile im Bezirk Deutschlandsberg in Österreich.

## Geschützte Landschaftsteile
| Foto |                 | Name                         | ID       | Standort                | Beschreibung | Fläche  | Datum      |
| ---- | --------------- | ---------------------------- | -------- | ----------------------- | --- | ------- | ---------- |
| 1    | Datei hochladen | Parkanlage in Bad Schwanberg | GLT_0141 | Bad Schwanberg Standort | | 0,24 ha | 23.07.1977 |
| 1    | Datei hochladen | G’spitzter Felsen            | GLT_0142 | Eibiswald Standort      | Ein bis zu 70 m hoher Felsstock mit guter Pflanzendiversität (Föhren-, Birken-, Wacholderbestand) am Gelände des Forstguts der von Croÿ. | 0,16 ha | 06.10.2008 |
| 1    | Datei hochladen | Feuchtbiotop                 | GLT_0143 | Lannach Standort        | | 0,5 ha  | 19.12.1990 |